# 平井泰太郎
平井 泰太郎（ひらい やすたろう、1896年10月15日 - 1970年7月2日）は、日本の経営学者。神戸大学名誉教授。第2代日本経営学会理事長。

## 経歴
兵庫県神戸市出身。1918年神戸高等商業学校（現神戸大学）を卒業し、東京高等商業学校（現一橋大学）商工経営科に進学。1920年に卒業して、商学士の学位を取得した。同期に福田敬太郎第3代神戸大学学長がいる。上田貞次郎門下。神戸高等商業学校講師となり、1921-1925年欧米に留学し、ベルリンでハインリヒ・ニックリッシュに、ライプツィヒでバルドウィン・ペンドルフに、フランクフルトでフリッツ・シュミットに師事。留学中1923年に教授となる。
同時期に留学していた同僚の八木助市、坂本彌三郎、田中金司、石田文次郎、北村五良、五百籏頭眞治郎や、東京高等商業学校の本間喜一、渡邉大輔、大塚金之助、金子鷹之助、井藤半彌、吉田良三、名古屋高等商業学校の宮田喜代蔵、赤松要らと、日本料理店や日本人クラブで研究会を開いたり将棋をしたりするなどして交流した。
1926年上田貞次郎らとともに日本経営学会を創設した。1946年には同会理事長を務めた。新制神戸大学発足後、商学部の設立を主張する福田敬太郎との論争を経て、1949年に日本初の経営学部を設立、同教授に就任。1951年経営学博士の学位を取得（日本初の経営学博士）。1956年経営学部長に就任。1960年定年退官し、名誉教授となる。
1961年国際経営会議（CIOS）フェロー。1967年に立正大学経営学部教授に就任。
1968年日本経営診断学会を設立し、初代理事長・会長をつとめた。経営学上の学術語を多く創作した。
門下に市原季一、山下勝治、阪本安一、丹波康太郎、戸田義郎、久保田音二郎、米花稔、栗田真造、大塚俊郎、清水晶、三上富三郎、伊藤森右衛門、今井信二、木内佳市、山桝忠恕、井上忠勝、森昭夫、鈴木和蔵、眞野脩等がいる。

## 受賞・栄典
- アミ・ド・パリ称号 - 1957年（パリ市参事会議長より）
- 藍綬褒章 - 1965年
- 兵庫県文化賞 - 1968年[8]
- ドイツ経営学会名誉会員 - 1968年
- 勲二等瑞宝章 - 1969年[9][5][7]

## 著書
- 『経営学入門』千倉書房 1932
- 『経営学の常識』千倉書房 1932
- 『経営学文献解説』千倉書房 商学全集 1932
- 『簿記教科書』三省堂 1932
- 『経済座談』千倉書房 1933
- 『経営学通論』千倉書房 商学全集 1935
- 『アシュレイ経営学概説』同文館 経営学名著研究 1936
- 『経営学論考 第1冊 (販売組織の更改と経営機構)』巌松堂書店 1938
- 『小売商の経営改革 移り行く商業社会』創元社 1938
- 『国防経済講話』千倉書房 1941
- 『統制経済と経営経済』日本評論社 1942
- 『経営組織の発展と計算思考』国元書房 1950
- 『経済統制の底流 優秀生産及び適正配給を目途す統制管理技術及び売買組織改善の研究』東洋経済新報社 科学試験研究 1951
- 『水島銕也』日本経済新聞社 1959
- 『この壁を破れ 経営百話』日本事務能率協会 1961
- 『専門家しろうと 第二経営百話』日本事務能率協会 1964
- 『世界最大のスーパーマーケットペニー物語』同文館出版 1968
- 『平井泰太郎経営学論集』神戸大学経営学研究室編 千倉書房 1972

### 共編著
- 『計理士要覧』渡部義雄共著 宝文館 1927
- 『産業合理化図表選』編 ぐろりあそさえて 1930
- 『経営学参考文献抄』編 ぐろりあそさえて 1931
- 『企業会計原則批判』編 国元書房 1950
- 『経済安定と企業経営』編 国元書房、1950
- 『新税法と企業会計』編 国元書房 1951
- 『会社経理』編 森山書店 1952
- 『経営7M』編 東洋経済新報社 1952
- 『経営学辞典』編 ダイヤモンド社 1952
- 『経営コンサルタント』編 東洋書館 1952
- 『経営問題の国際的動向 第10回国際経営会議ならびに第8回国際経営社会問題会議記録および報告』編著 森山書店 1955
- 『日本綿業の課題 優秀生産及び適正配給を目途する統制管理技術及び売買組織改善の研究』編 日本学術振興会 科学試験研究 1955
- 『近代経営形態論』編 青林書院 経営学全集 1960
- 『経営診断 マネジメント・コンサルテーション』清水晶共編 青林書院 経営学全集 1960
- 『トップ・マネジメント講座 第2 トップ・マネジメントの組織』菅谷重平,山城章共著 ダイヤモンド社 1961
- 『トップ・マネジメント講座 第3日本のトップ・マネジメント』共著 ダイヤモンド社 1963
- 『経営学事典』編 青林書院新社 1964
- 『経営学』編 青林書院新社 現代経済学演習講座 1965

### 翻訳
- R.A.ゴードン『ビズネス・リーダーシップ アメリカ大会社の生態』森昭夫共訳 東洋経済新報社 1954
- ハロルド・G.ムールトン,フランク・パーマ『アメリカ経営の百年 対話劇』平井明子共訳編 評論社 1962

### 記念論文集
- 古林喜楽,山下勝治編『平井泰太郎博士記念論文集』中央経済社 1959
  - 第1、経営理論と経営政策 1959
  - 第2、会計学の発展と課題』1960